# Beach (Dacota do Norte)
Beach é uma cidade localizada no estado norte-americano de Dacota do Norte, no Condado de Golden Valley.

## Demografia
Segundo o censo norte-americano de 2000, a sua população era de 1116 habitantes. 
Em 2006, foi estimada uma população de 969, um decréscimo de 147 (-13.2%).

## Geografia
De acordo com o United States Census Bureau tem uma área de 
4,7 km², dos quais 4,7 km² cobertos por terra e 0,0 km² cobertos por água.

## Localidades na vizinhança
O diagrama seguinte representa as localidades num raio de 40 km ao redor de Beach. 